# Hastings Lionel Ismay
Hastings Lionel Ismay, 1. baron Ismay lub „Pug” Ismay, KG, GCB, CH, DSO (ur. 21 czerwca 1887 w Nainitalu, zm. 17 grudnia 1965 w Wormington Grange k. Stanton) – brytyjski wojskowy, dyplomata i malarz. Pierwszy sekretarz generalny NATO. 

## Życiorys
Wykształcenie uzyskał w Charterhouse School i Royal Military College w Sandhurst. W 1907 wstąpił do Armii Indyjskiej, pełniąc służbę na północno-zachodniej granicy państwa. W czasie I wojny światowej walczył w Somalilandzie.
Podczas II wojny światowej był szefem sztabu Winstona Churchilla i Clementa Attleego oraz sekretarzem rządu wojennego. Pod koniec wojny uczestniczył w najważniejszych konferencjach pokojowych – w Moskwie, Jałcie, Teheranie i powojennej w Poczdamie. W 1946 zakończył służbę w armii w stopniu generała. Następnie sprawował stanowiska szefa sztabu ostatniego wicekróla Indii, lorda Louisa Mountbattena.

W 1951 został ministrem ds. Wspólnoty Narodów, a w latach 1952–1957 był pierwszym sekretarzem generalnym NATO. Równocześnie sprawował funkcję wiceprzewodniczącego Rady Północnoatlantyckiej. Jest on także twórcą powiedzenia, że NATO powstało, żeby:
Rosjan trzymać z daleka, Amerykanów przy sobie, a Niemców pod kontrolą.
W 1947 otrzymał tytuł barona Ismay. Zmarł 17 grudnia 1965. Tytuł barona wygasł wraz z jego śmiercią.